# آم-نورد، کبک
آم-نورد (به فرانسوی: Ham-Nord) بخشی در منطقه شهری آرتاباسکا ناحیه سانتر-دو-کبک در استان کبک کانادا است. در سرشماری سال ۲۰۱۱ این بخش ۹۵۱ نفر جمعیت داشته است و مساحت آن ۱۰۱٫۶ کیلومتر مربع است.